# 熊谷商工信用組合

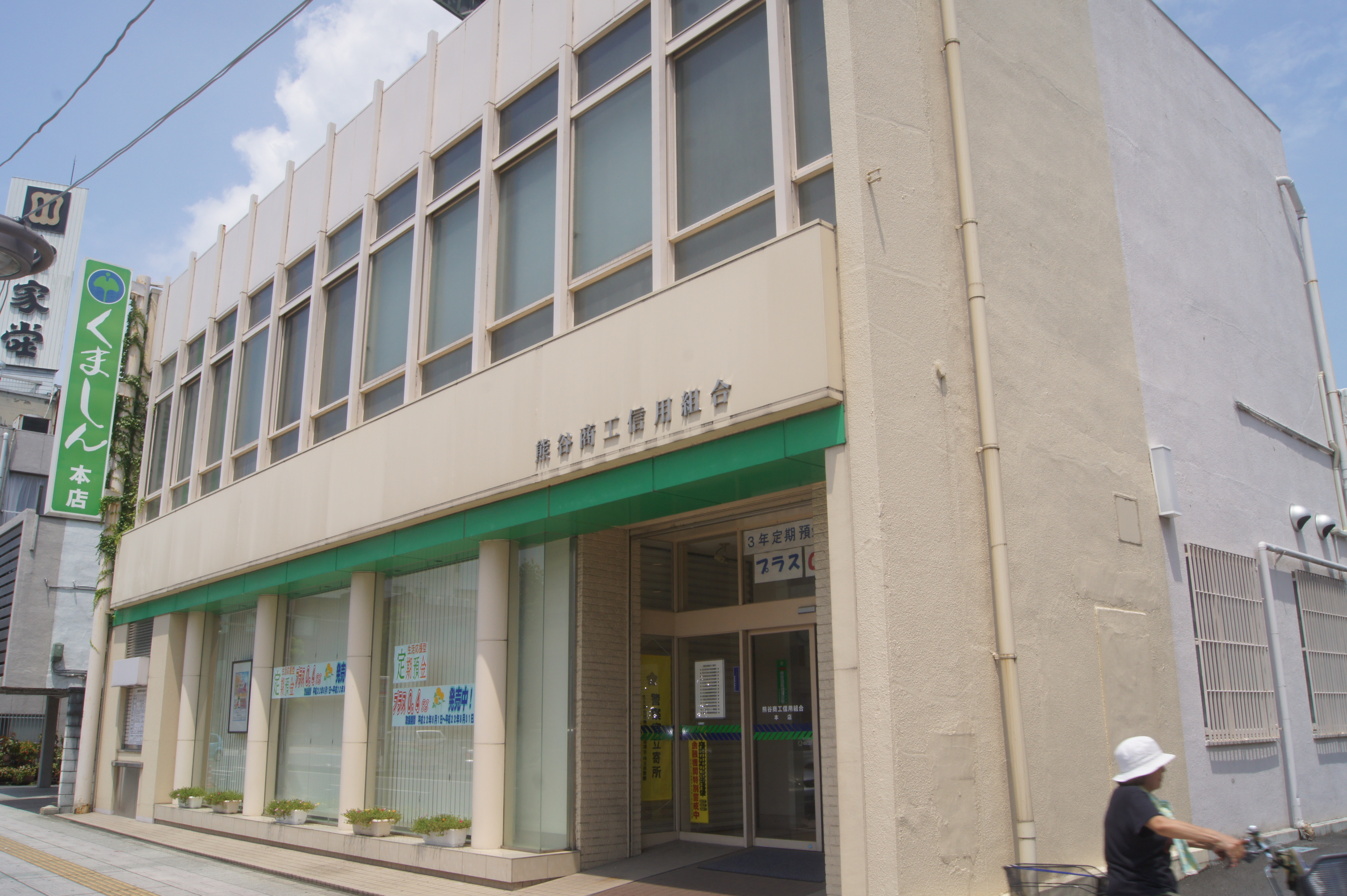
建替前の本店

熊谷商工信用組合（くまがやしょうこうしんようくみあい）は、埼玉県熊谷市に本店を持つ信用組合である。本部は熊谷市に置く。略称はくましん。

## 沿革
- 1953年（昭和28年）3月 - 熊谷市筑波町2387に設立[1]。
- 1959年（昭和34年）1月 - 熊谷市熊谷3062に本店を移転[1]。
- 1965年（昭和40年）9月 - 妻沼支店を開設[1]。
- 1968年（昭和43年）5月 - 寄居支店を開設[1]。
- 1969年（昭和44年）12月 - 吹上支店を開設[1]。
- 1971年（昭和46年）6月 - 籠原支店を開設[1]。
- 1972年（昭和47年）1月 - 本店営業部を熊谷市本町2丁目57の現在地に移転[1]。
- 1983年（昭和58年）2月 - 創立30周年記念式典を挙行[1]。
- 1983年（昭和58年）10月 - 川本支店を開設[1]。
- 1990年（平成2年）10月 - 花園支店を開設[1]。
- 1999年（平成11年）4月 - 石原支店を開設[1]。
- 2003年（平成15年）10月 - 創立50周年記念行事を挙行[1]。
- 2008年（平成20年）8月25日 - 行田支店を開設[1]。
- 2012年（平成24年）10月 - 本店営業部を新築[1]。

## 事業所
本部・本店
- 熊谷市

支店
- 妻沼支店、寄居支店、吹上支店、篭原支店、川本支店、花園支店、石原支店、行田支店